# Sulița
Sulița è un comune della Romania di 3 183 abitanti, ubicato nel distretto di Botoșani, nella regione storica della Moldavia.
Il comune è formato dall'unione di 3 villaggi: Cheliș, Dracșani, Sulița.
Nel 2004 si sono staccati da Sulița i villaggi di Blândești, Cerchejeni e Șoldănești, andati a formare il comune di Blândești.